# 安那郡
安那郡（日语：／ Yasuna gun */?）是過去屬於備後國的郡。已於1898年10月1日與深津郡合併為深安郡。過去的轄區現已全數被併入福山市。

## 歷史

### 年表
- 1889年4月1日：實施町村制，安那郡下轄：上竹田村、加茂村、川北村、川南村、下加茂村、下竹田村、中条村、廣瀨村、法成寺村、道上村、御野村、八尋村、山野村、湯田村。（14村）
- 1898年10月1日：安那郡與深津郡合併為深安郡。